# Þorsteinn Ólvirsson
Þorsteinn hvíti Ólvirsson (apodado Thorstein el Blanco, n. 850) fue un caudillo vikingo y primer goði de Krossavík, Hof í Vopnafirði, Norður-Múlasýsla en Islandia. Hijo de Ólvir Ósvaldsson (n. 810) y nieto del colono noruego Ósvaldur Óxna Þórisson (n. 780). Es el protagonista de la saga Þorsteins hvíta, en principio una historia entre rivales, Þorsteinn hvíti y Þorsteinn Þorfinnsson, por conseguir el amor de una mujer, Helga, aunque no exenta de los conflictos, las típicas venganzas y las deudas de sangre islandesas. También aparece brevemente en la saga de Njál, la saga Vápnfirðinga, y la saga de Egil Skallagrímson.

## Herencia
Se casó con Ingibjörg Hróðgeirsdóttir (n. 865), hija de Hróðgeir hvíti Hráppsson (n. 835), y de esa relación nacieron cinco hijos:
- Þórður Þorsteinsson (n. 887)
- Önundur Þorsteinsson (n. 889)
- Þorgils Þorsteinsson, que fue padre de Helgi Þorgilsson.[8]
- Þorbjörn Þorsteinsson (n. 891)
- Þóra Þorsteinsdóttir (n. 892)